# Som en tvilling
|  | Denne artikel er oprettet af botten PalnaBot ud fra en ekstern database. Den kan derfor have sproglige fejl eller mangler. Denne skabelon kan fjernes efter kontrol af indholdet. |

Som en tvilling er en film instrueret af Aida Riberholt-Rischel.

## Handling
I 1915 mødes Elise og Elsebeth i første klasse og bliver hjerteveninder. 92 år senere har de stadig kontakt. Filmen potrætterer dem og tre andre venindepar i forskellige livsfaser: barn, ung, voksen og gammel. Skønt meget forskellige har venindeparrende èt tilfælles: de vil ikke undvære hinanden.